# Nipponaphis coreana
Nipponaphis coreana är en insektsart. Nipponaphis coreana ingår i släktet Nipponaphis och familjen långrörsbladlöss. Inga underarter finns listade i Catalogue of Life.